# 獅子魚
獅子魚，為輻鰭魚綱鮋形目杜父魚亞目獅子魚科的其中一種，分布於東北大西洋區，從挪威南部至新地島、斯匹次卑爾根群島、熊島、冰島等海域，棲息深度1-300公尺，為底棲性魚類，體長可達15公分，屬肉食性，以甲殼類、多毛類等為食，繁殖期在冬季。